# Feuchtgebiet Schönberg-Blankenberg
Das Naturschutzgebiet Feuchtgebiet Schönberg-Blankenberg liegt auf dem Gebiet der Gemeinde Wusterhausen/Dosse im Landkreis Ostprignitz-Ruppin in Brandenburg.
Das rund 217 ha große Gebiet mit der Kenn-Nummer 1394 wurde mit Verordnung vom 31. August 2001 unter Naturschutz gestellt. Das Naturschutzgebiet erstreckt sich westlich, nordwestlich und südwestlich von Blankenberg, einem Ortsteil der Gemeinde Wusterhausen/Dosse. Westlich des Gebietes verläuft die Landesstraße L 142 und fließt die Dosse, ein rechter Nebenfluss der Havel.

## Bedeutung
Das Naturschutzgebiet repräsentiert einen von Kleingewässern und verschiedenen Vegetationstypen feuchter Standorte geprägten Ausläufer der Dosseniederung mit reicher Artenausstattung.